# Schneiderbauernbach
Der Schneiderbauernbach ist ein rund 0,7 Kilometer langer, linker Nebenfluss der Kainach in der Steiermark.

## Verlauf
Der Schneiderbauernbach entsteht im zentralen Teil der Stadtgemeinde Bärnbach, im südlichen Teil der Katastralgemeinde Hochtregist, nördlich des ehemaligen Tagbaues Oberdorf sowie nordöstlich des Hofes Höslthoma. Er fließt relativ gerade insgesamt nach Südwesten. Im zentralen Teil der Katastralgemeinde Bärnbach und nordwestlich des ehemaligen Tagbaues Oberdorf mündet er etwa 300 Meter östlich der L341 in die Kainach, welche kurz danach nach rechts abbiegt.
Auf seinem Lauf nimmt der Schneiderbauernbach keine anderen Wasserläufe auf.